# 1084

## Esdeveniments

### Països Catalans
- 14 d'agost - Morella, Emirat de Larida: en la batalla de Morella, les tropes de la Taifa de Saragossa comandades pel Cid vencen l'exèrcit de Sanç I d'Aragó i Al-Múndir.

### Món
- 24 de març - Roma, Sacre Imperi Romanogermànic: Enric IV nomena Climent III com a Papa de Roma, fent fugir a Gregori VII.
- Fundació de l'Orde de la Cartoixa[1]
- Roma, Sacre Imperi Romanogermànic: Saqueig normand de la ciutat[2]
- Antioquia, Imperi Romà d'Orient: Els turcs capturen Antioquia[3]